# 工藝博物館 (俄羅斯)

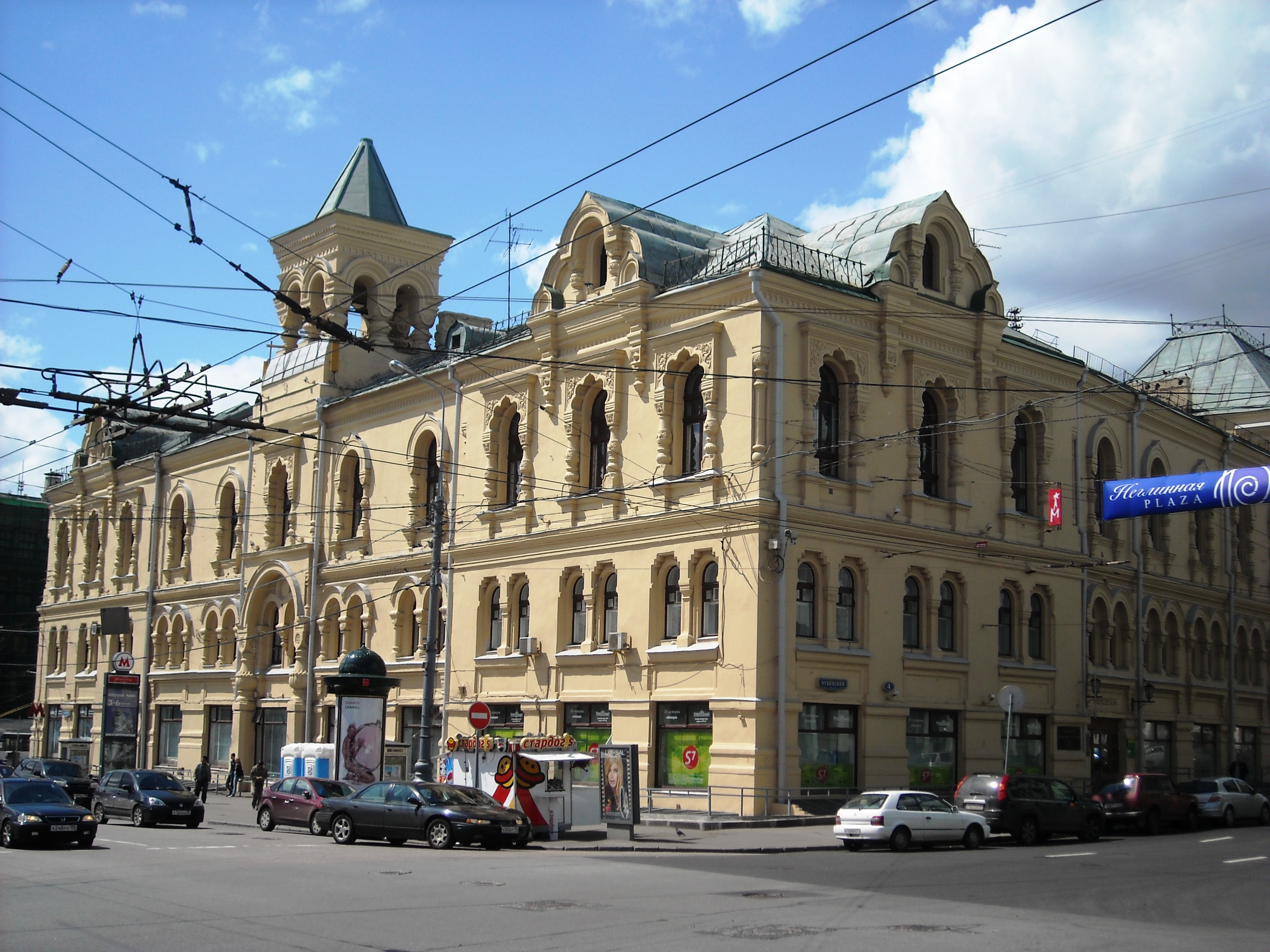
工藝博物館

工藝博物館（俄语：Политехнический музей）是世界歷史最古老的科學博物館之一，位於莫斯科，展示俄羅斯及蘇聯的科學技術進步。這座博物館設立於1872年。。現在的博物館建築由Ippolit Monighetti設計，竣工於1877年，此後又在1896年和1907年進行擴建。2013年，博物館開始進行翻新，並預計在2018年重新開幕。工藝博物館是俄羅斯最大的技術博物館。

## 外部連結
- Polytechnic Museum （页面存档备份，存于）
- Photos of the museum （页面存档备份，存于）
- State Polytechnic Museum (Moscow) （页面存档备份，存于）
- Polytechnic Museum （页面存档备份，存于） — 3d model

55°45′27.87″N 37°37′46.15″E / 55.7577417°N 37.6294861°E